# Julian Alaphilippe
Julian Alaphilippe (ur. 11 czerwca 1992 w Saint-Amand-Montrond) – francuski kolarz szosowy i przełajowy. Mistrz świata w wyścigu ze startu wspólnego (2020, 2021).

## Kariera
Alaphilippe dołączył do drużyny Omega Pharma-Quick Step w 2014. W marcu tego roku stanął po raz pierwszy w karierze na podium wyścigu kategorii UCI World Tour, zajmując 3. miejsce na 1. etapie Volta a Catalunya. W sierpniu zajął 4. miejsce w klasyfikacji generalnej Tour de l’Ain, równocześnie wygrywając klasyfikacje: punktową i młodzieżową. Z dobrej strony pokazał się jeszcze zajmując wysoką 5. pozycję w jednodniowym wyścigu GP Ouest-France.
W sezonie 2015 błyszczał w wiosennych klasykach: najpierw w Amstel Gold Race, gdzie wspierał lidera drużyny mistrza świata Michała Kwiatkowskiego (który zresztą wygrał ten wyścig), a mimo to zajął dobre 7. miejsce; potem w rozgrywanych kilka dni później La Flèche Wallonne i Liège-Bastogne-Liège – w obu tych wyścigach finiszował drugi, ulegając tylko starszemu, bardziej doświadczonemu i utytułowanemu Alejandro Valverde.

## Tour de France 2019
Podczas Tour de France 2019 Alaphilippe zaskoczył wszystkich - po zwycięstwie na etapie 3 do Epernay zdobył żółtą koszulkę lidera nosił ją przez 3 dni, do utraty jej na etapie na La Planche des Belles Filles. Jednak na ośmym etapie, odzyskał ją znowu, i niemal do końca Touru bronił pozycji lidera, utrzymując ją nawet na najcięższych etapach w Pirenejach i Alpach. Utracił maillot jaune dopiero na 19 etapie prowadzącym do Tignes (jednak z powodu lawiny na dole zjazdu z Col d'Iseran, etap został zatrzymany, a czas policzono na szczycie góry). Ostatecznie zajął piąte miejsce w wyścigu, wygrywając przy tym dwa etapy. Został także ogłoszony najbardziej aktywnym zawodnikiem tego Touru.

## Najważniejsze osiągnięcia
Opracowano na podstawie:

2014
- 4. miejsce w Tour de l’Ain
- 5. miejsce w GP Ouest-France

2015
- 7. miejsce w Amstel Gold Race
- 2. miejsce w La Flèche Wallonne
- 2. miejsce w Liège-Bastogne-Liège
- 2. miejsce w Tour of California
  - 1. miejsce na 7. etapie
- 8. miejsce w Clásica de San Sebastián

2016
- 1. miejsce w Tour of California
  - 1. miejsce na 3 etapie
- 2. miejsce w La Flèche Wallonne
- 4. miejsce na Igrzyskach Olimpijskich (start wspólny)
- 6. miejsce w Critérium du Dauphiné
  -  1. miejsce w klasyfikacji młodzieżowej
- 6. miejsce w Amstel Gold Race
- 8. miejsce w Brabantse Pijl
- 2. miejsce w mistrzostwach Europy (start wspólny)

2017
- 5. miejsce w Abu Dhabi Tour
  -  1. miejsce w klasyfikacji młodzieżowej
- 5. miejsce w Paryż-Nicea
  -  1. miejsce w klasyfikacji punktowej
  -  1. miejsce w klasyfikacji młodzieżowej
  - 1. miejsce na 4. etapie (jazda ind. na czas)
- 3. miejsce w Mediolan-San Remo
- 1. miejsce na 8. etapie Vuelta a España
- 2. miejsce w Giro di Lombardia
- 4. miejsce w Tour of Guangxi
  -  1. miejsce w klasyfikacji młodzieżowej

2018
- 1. miejsce na 1. i 2. etapie Vuelta al País Vasco
- 1. miejsce w La Flèche Wallonne
- 1. miejsce na 4. etapie Critérium du Dauphiné
- 1. miejsce w klasyfikacji górskiej Tour de France
  - 1. miejsce na 10. i 16. etapie
- 1. miejsce w Clásica de San Sebastián
- 1. miejsce w Tour of Britain
  - 1. miejsce na 3. etapie
- 1. miejsce w Okolo Slovenska
  - 1. miejsce na 1. etapie

2019
- 1. miejsce na 2. i 3. etapie Vuelta a San Juan
- 1. miejsce na 5. etapie Tour Colombia
- 1. miejsce w Strade Bianche
- 1. miejsce na 2. i 6. etapie Tirreno-Adriático
- 1. miejsce w Mediolan-San Remo
- 1. miejsce na 2. etapie Vuelta al País Vasco
- 1. miejsce w La Flèche Wallonne
- 1. miejsce w klasyfikacji górskiej Critérium du Dauphiné
  - 1. miejsce na 6. etapie
- 5. miejsce w Tour de France
  - 1. miejsce na 3. i 13. (jazda ind. na czas) etapie
- 7. miejsce w Grand Prix Cycliste de Québec

2020
- 4. miejsce w Paryż-Nicea
- 2. miejsce w Mediolan-San Remo
- 1. miejsce na 2. etapie Tour de France
- 1. miejsce w mistrzostwach świata (start wspólny)
- 5. miejsce w Liège-Bastogne-Liège
- 1. miejsce w Brabantse Pijl

2021
- 2. miejsce w Tour de La Provence
- 2. miejsce w Strade Bianche
- 1. miejsce na 2. etapie Tirreno-Adriático
- 1. miejsce w La Flèche Wallonne
- 2. miejsce w Liège-Bastogne-Liège
- 1. miejsce na 1. etapie Tour de France
- 2. miejsce w Bretagne Classic Ouest-France
- 3. miejsce w Tour of Britain
- 1. miejsce w mistrzostwach świata (start wspólny)

2022
- 2. miejsce w Tour de La Provence
  - 1. miejsce w klasyfikacji punktowej
- 5. miejsce w Drôme Classic
- 1. miejsce na 2. etapie Vuelta al País Vasco
- 4. miejsce w La Flèche Wallonne
- 1. miejsce na 1. etapie Tour de Wallonie

2023
- 1. miejsce w Classic de l’Ardèche
- 1. miejsce na 2. etapie Critérium du Dauphiné

2024
- 1. miejsce na 12. etapie Giro d’Italia
- 2. miejsc w Okolo Slovenska
  - 1. miejsce w klasyfikacji punktowej
  - 1. miejsce na 3. etapie
- 1. miejsce na 4. etapie Czech Tour
- 2. miejsce w Clásica de San Sebastián
- 3. miejsce w Grand Prix Cycliste de Montréal

## Rankingi
| Rok              | 2012 | 2013 | 2014 | 2015 | 2016 | 2017  | 2018 | 2019 | 2020 | 2021 | 2022 | 2023 | 2024 |
| ---------------- | ---- | ---- | ---- | ---- | ---- | ----- | ---- | ---- | ---- | ---- | ---- | ---- | ---- |
| UCI World Tour   |      |      | 93.  | 28.  | 29.  | 18.   | 8.   |      |      |      |      |      |      |
| World Ranking    |      |      |      |      | 17.  | 28.   | 5.   | 2.   | 6.   | 4.   | 106. | 88.  | 37.  |
| UCI Europe Tour  | -    | 64.  |      |      | 110. | 1195. | 49.  | 2.   | 6.   | 4.   | 89.  | 71.  | 28.  |
| UCI America Tour | 72.  | -    |      |      | 2.   | -     | 93.  |      |      |      |      |      |      |
|                  |      |      |      |      |      |       |      |      |      |      |      |      |      |
| Źródło: UCI      |      |      |      |      |      |       |      |      |      |      |      |      |      |